# Defleshed
Defleshed war eine schwedische Band, die eine Mischung aus Thrash- und Death Metal spielte. Sie wurde im Jahr 1991 in Uppsala, Uppland, gegründet und löste sich im Jahr 2005 wieder auf.

## Geschichte
Die Band wurde gegen Ende des Jahres 1991 von Schlagzeuger Oskar Karlsson, den Gitarristen Kristoffer Griedl und Lars Löfven und Sänger Robin Dohlk gegründet. Im Jahr 1992 nahmen sie mit Defleshed und Abrah Kadavrah zwei Demos auf. Auf Abrah Kadavrah war Johan Hedman als Sänger zu hören. Im Laufe des Jahres stieß mit Gustaf Jorde ein neuer Sänger und Bassist zur Band. Im Jahr 1993 folgte das nächste Demo namens Body Art. Dadurch erreichten sie einen Vertrag mit Invasion Records und veröffentlichten die EP Ma Belle Scalpelle im Jahr 1994.
Im Jahr 1995 ersetzte Matte Modin (ex-Dark Funeral, Raised Fist) Schlagzeuger Oskar Karlsson (nun auch bei Raised Fist). Ein Jahr später stieg Gitarrist Griedl aus der Band aus. Bei Invasion Records folgten dann mit Abrah Kadavrah (1996) und Under the Blade (1998) ihre ersten beiden Alben. Nach Veröffentlichung des zweiten Albums folgte eine Tour durch Europa zusammen mit In Flames und Borknagar.
Im Jahr 1996 wurde das Album Fast Forward bei War Music und das Live-Album Death… The High Cost of Living bei Raw Music veröffentlicht. Diesen Veröffentlichungen folgte eine Tour durch Europa zusammen mit Cannibal Corpse. Außerdem gab es eine kleine Tour durch Japan.
Im Jahr 2002 folgte das Album Royal Straight Flesh über Regain Records. Es wurde in den Berno Studios aufgenommen und von Daniel Bergstrand in den Dugout Studios abgemischt.
Das letzte Album namens Reclaim the Beat wurde im Jahr 2005 über Regain Records veröffentlicht. Die Band löste sich noch im selben Jahr auf.

## Stil
Die Band spielt eine schnelle Mischung aus Thrash Metal und Death Metal. Charakteristisch ist der aggressive Gesang.

## Diskografie

### Alben
- 1996: Abrah Kadavrah (Invasion Records)
- 1997: Under the Blade (Invasion Records)
- 1999: Fast Forward (War Music)
- 1999: Death… The High Cost of Living (Live, Raw Records)
- 2002: Royal Straight Flesh (Regain Records)
- 2005: Reclaim the Beat (Regain Records)
- 2022: Grind over Matter (Metal Blade)

### EPs
- 1994: Ma Belle Scalpelle (Regain Records)

### Demos
- 1992: Defleshed (Eigenveröffentlichung)
- 1992: Abrah Kadavrah (Eigenveröffentlichung)
- 1993: Body Art (Eigenveröffentlichung)

### Singles
- 1993: Obsculum obscenum (Miscarriage Records)